# Elecciones federales de México de 2009 en Quintana Roo
Las elecciones federales de México de 2009 en Quintana Roo, son las elecciones que se celebraron en México el día domingo 5 de julio de 2009 y en el cual fueron renovados los siguientes cargos de elección popular:
- 3 diputados federales, Miembros de la cámara baja del Congreso de la Unión. Tres elegidos por mayoría simple. Todos serán electos para un periodo de tres años que comenzará el día 1 de septiembre del mismo año y culminará el 31 de agosto de 2012, constituyendo la LXI Legislatura del Congreso de la Unión.

## Diputados Federales

### Diputados Electos
| Distrito | Diputado                | Partido |
| -------- | ----------------------- | ------- |
| 1        | Roberto Borge Angulo    |         |
| 2        | Rosario Ortiz Yeladaqui |         |
| 3        | Carlos Joaquín González |         |

### Resultados electorales
|  | 46.18 % |

|  | 23.44 % |

|  | 8.45 % |

|  | 7.70 % |

|  | 3.37 % |

|  | 3.01 % |

|  | 1.12 % |

|  | 0.72 % |

|  | 5.86 % |

|  | 0.16 % |

|  | 100 % |

### Resultados por distrito

#### Distrito 1. Playa del Carmen
|  | 54.14 % |

|  | 29.21 % |

|  | 7.27 % |

|  | 2.65 % |

|  | 1.94 % |

|  | 0.53 % |

|  | 4.15 % |

|  | 0.11 % |

#### Distrito 2. Chetumal
|  | 48.45 % |

|  | 16.79 % |

|  | 7.77 % |

|  | 7.31 % |

|  | 6.30 % |

|  | 5.58 % |

|  | 0.65 % |

|  | 7.05 % |

|  | 0.10 % |

#### Distrito 3. Cancún
|  | 51.34 % |

|  | 20.65 % |

|  | 11.35 % |

|  | 5.13 % |

|  | 2.57 % |

|  | 1.14 % |

|  | 7.51 % |

|  | 0.30 % |